# Madeira Islands Open 2010
Het Madeira Islands Open is een toernooi van de Europese PGA Tour en de Europese Challenge Tour. In 2010 werd het Madeira Island Open van 8 - 11 april gespeeld op de net geopende Porto Santo Golfe op het eiland Madeira. Dit toernooi is altijd een van de eerste toernooien die in Europa gespeeld, dat wil zeggen nadat er enkele toernooien van de Tour buiten Europa zijn gespeeld.
Het prijzengeld voor dit toernooi was €700.000, waarvan € 116.660 naar de winnaar ging. Dit is dus een relatief klein toernooi, waar de beroemde spelers niet aan mee doen.

## Verslag
Na de eerste ronde stonden vier spelers aan de leiding met een score van 66 (-6): George Murray, Chris Gane, Ben Evans en José-Filipe Lima. Murray zou later op de 3de plaats eindigen.
Bij de tweede ronde werd een score van 65 binnengebracht door James Morrison, die het toernooi met -20 zou winnen. Oliver Fisher maakte in ronde 3 en ronde 4 ook een score van 65. Met -19 werd hij tweede.
Alle Nederlanders misten de cut.

#### Uitslag
| Stand | Naam                  | Score | Score |
| ----- | --------------------- | ----- | ----- |
| 1     | James Morrison        | 268   | -20   |
| 2     | Oliver Fisher         | 269   | -19   |
| 3     | George Murray         | 274   | -14   |
| 4     | Charles-Edouard Russo | 275   | -13   |

## De spelers
Dit toernooi is toegankelijk voor de minder beroemde spelers, ook omdat het valt in de week van de Masters. Zelfs een aantal Challenge Tour-spelers uit categorie 16 kunnen meedoen.
Er staan twee Nederlandse spelers op de lijst: Wil Besseling, Richard Kind, Taco Remkes, Rolf Muntz en Reinier Saxton. Er doen drie voormalige winnaars mee: Diego Borrego (2002), Santiago Luna (1995) en Jarmo Sandelin (1996). 
| - Antti Ahokas - Fredrik Andersson Hed - Phillip Archer - Jesús Arruti - Johan Axgren - Benn Barham - Sion E. Bebb - Wil Besseling - Liam Bond - Diego Borrego - Michiel Bothma - Gary Boyd - Christophe Brazillier - Mark Brown - Andrew Butterfield - François Calmels - Alejandro Cañizares - Magnus A. Carlsson - Clodomiro Carranza - Marc Cayeux - Gary Clark - Luis Claverie - Julien Clément - George Coetzee - Robert Coles - Federico Colombo - Andrew Coltart - Adilson Da Silva - Stuart Davis - Carlos Del Moral - Robert Dinwiddie - Chris Doak - Jamie Donaldson - Scott Drummond - Paul Eales - Pelle Edberg - Jamie Elson - Klas Eriksson | - Ben Evans - Thomas Feysinger - Oliver Fisher - Oscar Florén - Charlie Ford - Duarte Freitas - Florian Fritsch - Lorenzo Gagli - Stephen Gallacher - Chris Gane - Jordi Garcia - Chris Gaunt - Adam Gee - Philip Golding - Jean-Baptiste Gonnet - Luke Gough - Branden Grace - Stephan Gross - Julien Guerrier - Mark F Haastrup - Joakim Haeggman - Anton Haig - Anders Schmidt Hansen - Benjamin Hebert - Marcus Higley - Michael Hoey - Andreas Högberg - Keith Horne - Garry Houston - Sam Hutsby - Lee S James - Scott Jamieson - Steven Jeppesen - Eirik Tage Johansen - Roope Kakko - Alexandre Kaleka - Niall Kearney - Simon Khan | - Richard Kind - Mikko Korhonen - Jan-Are Larsen - José-Filipe Lima - Gary Lockerbie - Santiago Luna - Callum Macaulay - Andrea Maestroni - Stuart Manley - Andrew Marshall - Ben Mason - Jurgen Maurer - Andrew McArthur - Richard McEvoy - Jamie McLeary - Nicolas Meitinger - César Monasterio - Louis Moolman - Colm Moriarty - James Morrison - Rolf Muntz - Gary Murphy - George Murray - Åke Nilsson - Henrik Nyström - Steven O'Hara - Fredrik Ohlsson - Andrew Oldcorn - Thorbjørn Olesen - Hennie Otto - John Parry - Julien Quesne - Manuel Quiros - Eric Ramsay - Richie Ramsay - Taco Remkes - Carlos Rodiles - Edgar Rodriguez | - Ghislain Rosier - Charles-Edouard Russo - James Ruth - Jarmo Sandelin - Reinier Saxton - Marcel Siem - Patrik Sjöland - Lee Slattery - Anthony Snobeck - Marco Soffietti - Joao Pedro Sousa - Tim Stewart - Carl Suneson - Steve Surry - Alessandro Tadini - Simon Thornton - Steven Tiley - Miles Tunnicliff - David Vanegas - Mads Vibe-Hastrup - Alan Wagner - Sam Walker - Inder van Weerelt - Oliver Whiteley - Dale Whitnell - Fredrik Widmark - Bernd Wiesberger - Martin Wiegele - Andrew Willey Nationale Order of Merit - Ricardo Santos - António Sobrinho - Antonio Rosado - Nuno Campino - Tiago Cruz - Hugo Santos - Henrique Paulino |